# Limnophora dorsolineata
Limnophora dorsolineata är en tvåvingeart som beskrevs av Shinonaga 2005. Limnophora dorsolineata ingår i släktet Limnophora och familjen husflugor. Inga underarter finns listade i Catalogue of Life.